# 大衛·E·凱利
大衛·E·凱利（David Edward Kelley，1958年4月29日—）是美國電視編劇及製作人，他製作了《小城風雲》（Picket Fences）、《醫門英傑》、《律師本色》、《艾莉的異想世界》、《高校風雲》、《波士頓法律》和《律政俏師太》等電視劇以及多部電影。他是迄今唯一一個所編寫的劇本有在美國廣播公司、國家廣播公司和哥倫比亞廣播公司三大電視網都上映的編劇。

## 早年生活
大衛·E·凱利出生於美國緬因州沃特维尔市，後搬往马萨诸塞州的米德爾塞克斯縣上的貝爾蒙特鎮（Belmont），並在就讀於當地的貝爾蒙特學校（Belmont Hill School）。他是曾任職波士頓大學男子冰球隊和新英格蘭捕鯨船職業冰球隊的傳奇教練傑克·凱利的兒子。 因為父親的影響，大衛·E·凱利曾經在他父親任教練的捕鯨船隊的青訓營接受過專業的冰球訓練。 而在普林斯頓大學求學期間，大衛·E·凱利曾擔任該大學校冰球隊的隊長，直至1979年從該校政治學系畢業。
還是普林斯頓大學新生的時候，大衛·E·凱利就展現出來他古怪的創意，他曾經以詩歌的形式提交了一份關於“約翰·肯尼迪殺害卡斯特羅”的政治論文。 而在他畢業的時候，他以權利法案為藍本創作了一部戲劇。“我為每一條修正案都創造出一個對應的角色，”凱利說，“第一修正案是一個永遠不會閉嘴的大嘴巴，第二修正案是一個只會談論他槍支收集品的傢伙。而第十修正案則是一個各州沒有決定他就必須放棄的人，可以說毫無自尊。”  在普林士頓大學就讀期間，大衛·E·凱利也是普林士頓大學三角俱樂部（Princeton Triangle Club）的成員之一。
在波士頓大學法學院攻讀法學博士學位期間，大衛·E·凱利創作了戲劇《律師富麗秀》（Legal Follies）， 這部喜劇作品迄今仍會被波士頓大學的法學學生們一年一度地表演下去。畢業之後，戴維德在波士頓一所律師行裡開始了他的律師生涯，他起初是負責不動產案件及輕微刑事案件。1983年，出於個人的愛好，戴維德開始創作一部法律驚悚片的劇本。後來這個劇本的部分情節在1986年改編成電影《不假思索》（From the Hip），並於1987年由賈德·尼爾森（Judd Nelson）主演。

## 電視作品

### 洛城法網（1986年 - 1994年）
1986年，史蒂芬·布奇柯（Steven Bochco）想為他在國家廣播公司製作的律政劇《洛城法網》尋找一名具有法律從業背景的劇本執筆。他的經紀人將大衛·E·凱利創作的電影劇本《不假思索》（From the Hip）給他甄選，而史蒂芬·布奇柯最終選擇了大衛·E·凱利作為本劇的劇本執筆和劇本編輯。
在第一年，大衛·E·凱利打算保留了他在波士頓一家對沖基金律師樓的工作。但是隨著創作內容的增加，他不得不放棄了他的律師工作。在第二年，大衛·E·凱利便升職成為本劇的執行劇本編輯和聯合製片人。而在1989年，由於史蒂芬·布奇柯辭去本劇製片人工作，大衛·E·凱利最終成為本劇的執行製片人。 在擔任執行製片人期間，大衛·E·凱利因為本劇獲得兩個艾美獎最佳劇情類劇本獎，同時本劇也連續兩個年度獲得艾美獎最佳劇情類劇集獎。
在前五季，大衛·E·凱利參與了本劇的大量情節創作，幾乎三分之二的故事內容是由他撰寫和或聯合撰寫。而在1991年第五季完結之後，因為大衛·E·凱利的離開，本劇的收視率開始下滑。一篇刊登在《紐約日報》（Newsday）的電視評論認為，“《洛城法網》的成敗關鍵就是大衛·E·凱利。”
第六季播出中間，史蒂芬·布奇柯與大衛·E·凱利以創意顧問的身份回歸本劇，試圖挽救本劇日益下滑的劇本質量。

### 小城風雲（1992年 - 1996年）
1992年，在大衛·E·凱利與自己的導師史蒂芬·布奇柯擔任《天才小醫生》（Doogie Howser, M.D.）的聯合創意之後，他組建了自己的公司大衛·E·凱利製作公司（David E Kelley Productions），並與哥倫比亞廣播公司達成製作三部劇集的交易。
同年，受到電視劇《雙峰》和《北國風雲》（Northern Exposure）的影響，大衛·E·凱利製作公司推出了它的第一部作品，《小城風雲》（Picket Fences）。 《小城風雲》講述的是一個位於威斯康星州的虛構的古怪小鎮羅馬鎮鎮警察局的故事。在本劇集的起初三年裡，大衛·E·凱利完成了絕大部分劇本的創作。 這部戲廣受好評卻沒有太高的收視率。 在第四年，《小城風雲》因為第一季和第二季的傑出表現，連續兩年獲得艾美獎最佳劇情類劇集獎。
1995年，《小城風雲》的第四季也是最後一季，大衛·E·凱利只創作了兩集故事。該劇演員之一的霍莉·瑪麗·庫姆斯（Holly Marie Combs）說：“大概有不少於10個劇作家加入到創作團隊來，試圖取代大衛·E·凱利的位置，但是劇本質量卻沒有任何起色。”

### 醫門英傑（1994年 - 2000年）
雖然大衛·E·凱利並無打算同時製作兩部劇集的計劃，但是迫於哥倫比亞廣播公司的壓力， 大衛·E·凱利還是在1994年推出了由曼迪·帕汀金（Mandy Patinkin）和亞當·阿金（Adam Arkin）主演的醫務劇《醫門英傑》。
在《醫門英傑》播出的檔期裡，國家廣播公司也推出了一部名叫《仁心仁術》的醫務劇，並最終《仁心仁術》在收視率上擊敗了《醫門英傑》。 與《仁心仁術》相比較，《醫門英傑》講述的是“一群高薪醫生利用高科技器具和高價藥物救治病患的故事”。 在《醫門英傑》播映的六年當中，它總共贏得了七個艾美獎， 並得到了評論界的普遍讚譽，但是收視率卻只是中流而已。
原本大衛·E·凱利計劃是為《醫門英傑》完成前面的部分劇本之後就恢復為《小城風雲》創作劇本，但是最後他不得不將兩部劇的大部分創作任務承擔過來，期間他創作了超過40集的故事劇本。1995年，大衛·E·凱利將工作重心轉移到公司的經營上，他暫停了劇本的日常創作，而將劇本的寫作任務交由公司的其他人負責。
在第五季即將完結的時候，為了挽救該劇被取消預訂的命運，大衛·E·凱利再度回到本劇的製作團隊。他解僱了大部分在離開後新增的演員，同時曼迪·帕汀金重回本劇，而大衛·E·凱利也再度擔綱本劇的執筆。

### 律師本色（1997年 - 2004年）
1995年，大衛·E·凱利製作公司分別與美國廣播公司、福克斯廣播公司簽署一個五年的合作協議，按照協議，大衛·E·凱利製作公司將分別為兩家電視網製作兩部系列劇。如果其中一家公司放棄其中的某個劇集，另一家公司將可以優先獲得該劇。凱利擁有完全的創意監督權限。 福克斯電視公司的《艾莉的異想世界》和美國廣播公司的《律師本色》就是來自這一協議。
《律師本色》是作為美國廣播公司1996至1997年度的春季新劇（Midseason Replacement）上映的，這是凱利再度嘗試法律劇，不過這次劇集的描寫對象是一個並不怎麼出色的小事務所。 雖然得到了評論界的好評並得到了兩次艾美獎，《律師本色》的收視率在起初並不理想，但是最終本劇攀升到了全美收視率的前十。 《紐約時報》認為本劇“深刻地揭示了現實生活中，野心與自省之間的無休止爭鬥”。
《律師本色》第一季的全職劇本執筆還包括大衛·肖爾（Daivd Shore），他後來成為《豪斯醫生》的編劇。《律師本色》的編劇團隊還包括：斯蒂芬·加漢（Stephen Gaghan），後來因為《毒品網絡》而獲得奧斯卡獎；邁克爾·佩里（Michael Perry），後成為《神秘之河》編劇；艾迪·瑞德里奇（Ed Redlich），後成為《不能忘記》（Unforgettable）的聯合創意。後來《律師本色》的編劇團隊增加至10人，其中絕大部分擁有法學的相關學位。
到了第五季，凱利基本上不再參與劇本的創作，他只負責劇本最後的定稿。同時，他也不再全程跟進本劇的拍攝現場。
2003年，因為本劇低迷的收視率，美國廣播公司減少了本劇第八季一半的預算，同時打算在本季完結該劇。因此凱利不得不解僱了大部分的演員，並請來占士·史碧達飾演劇中阿倫·肖爾一角。 《紐約時報》形容阿倫·肖爾這個角色是“一個好色、古怪的反壟斷律師，同時他又有一點點漠視倫理道德”。 在《律師本色》完結之後，凱利將這個新角色帶至他的新劇《波士頓法律》。

### 艾莉的異想世界（1997年 - 2002年）
當《艾莉的異想世界》於1997年在福克斯廣播公司電視網播出的時候，大衛·E·凱利手頭上還同時負責《醫門英傑》和《律師本色》的製作，雖然當時凱利已經沒有積極參與《醫門英傑》的劇本創作了。 主角艾莉是一個年輕、充滿魅力、衝動的、受過哈佛大學教育的律師，紐約時報記者形容她“時尚、性感、聰明，卻又自以為是、受過情感創傷”。 與《律師本色》裡那群充滿理想主義的律師不同的是，艾莉只是為了錢而工作。
紐約時報認為該劇獨特地展示了“品德與諷刺”。 該劇持續了五季，贏得了七個艾美獎獎杯，其中第二季還獲得了艾美獎最佳喜劇類劇集獎。《艾莉的異想世界》得到了大部分的積極評價，但其中對女性的塑造遭致了大量的抨擊，有許多專欄作者認為艾莉這個角色是一個極大倒退。
與《律師本色》的做法一樣，大衛·E·凱利只執筆完成了第一季的全部劇本，而該劇後續的大部分劇本則由他選定的其他作者來完成。

### 高校風雲（2000年 - 2004年）
2000年，大衛·E·凱利與20世紀福克斯電視公司達成了一項合作。 根據這份長達六年的合作協議，大衛·E·凱利憑藉超過4000萬美元的年薪一躍成為全美收入最高的製作人，而這份協議僅僅是依靠對方對他項目的第一印象。
《高校風雲》講述的一群波士頓市高中教職員工的生活故事。算是同檔期的《艾莉的異想世界》和《律師本色》，大衛·E·凱利在2000年至少執筆創作或監督創作了67集的故事劇本。
該劇在起初被認為是一部劇情比較穩重的劇集，但是卻收到了意想不到的熱烈反響。在上個播出季裡，大衛·E·凱利表現得並不理想。他不得不結束了《私家偵探》（Snoops）短暫的創作，這是他第一次嘗試授權他人進行創作。同時《艾莉的異想世界》的情景喜劇版《艾莉》的創作實驗也以失敗宣告結束。《沃斯堡星訊報》（Fort Worth Star-Telegram）的電視評論認為，通過這些失敗和缺點，大衛·E·凱利在《高校風雲》中已經失去了他以往在創作中點石成金的本領。 最終本劇持續了四季，而且沒有收穫一座艾美獎獎杯。

### 波士頓法律（2004年 - 2008年）
在《私家偵探》（Snoops）失敗之後，大衛·E·凱利接連失敗了好幾個電視節目：2002年的《女生俱樂部》（girls club）、2003年的《新罕布什爾州的波蘭兄弟》（The Brotherhood of Poland, New Hampshire）和2005年的真人秀《律師樓》（The Law Firm）。在此期間，凱利依舊擔任《高校風雲》《律師本色》的劇本監督。
2004年，《波士頓法律》在美國廣播公司電視網的播出給了凱利的公司繼續維持下去和獲得成功的機會。《波士頓法律》是《律師本色》的衍生劇，講述了由占士·史碧達所飾演阿倫·肖爾在離開原來的律師樓，加盟科瑞恩·普爾·斯米特律師樓之後的故事。同時該劇也邀請了資深電視演員坎娣絲·伯根和威廉·夏特纳擔任主角。儘管本劇在收視率上並不理想（第一季全年收視排行第27名， 第二季為第46名 ），但是並不妨礙本劇成為“艾美獎寵兒”。在本劇長達五年的播出中，共獲得25次提名並贏得7座艾美獎獎杯。2005年，該劇甚至贏得了一向只重視時政評論節目的皮博迪獎。
2007年，作為美國熱門綜藝節目《與星共舞》（Dancing with the Stars）後接檔播出的《波士頓法律》，在晚間十點檔的時段上，一舉擊敗了哥倫比亞廣播公司和國家廣播公司的同檔劇集。
2008年，《波士頓法律》第五季中，大衛·E·凱利負責了大部分的劇本創作。第五季只有13集內容，從而本系列劇集總長度達到101集。長達兩小時的大結局為第五季總共吸引了1100萬觀眾觀看，但是未能超越第一季1500萬的收視人數。凱利認為是美國廣播公司的態度最終毀掉了本劇，他對《電視指南》抱怨美國廣播公司對待《波士頓法律》就像“私生子”一般。《波士頓法律》在五季的播出中，總共被移動到四個不同的時段播出，每一次播出時間的改變都造成了本劇收視率的下滑。在第五季的倒數第二集，凱利公然藉由故事劇情對AC尼爾森收視調查的合理性進行質疑，同時也抨擊各大電視網的電視製作政策。 
2007年，憑藉本劇大衛·E·凱利成為“關注死刑”，一個倡議廢除死刑的民間機構所組織的藝術獎項評選委員會的評審。在2000年，他也憑藉《律師本色》擔任過同樣的工作。

### 2007年 - 現在
2007年秋季，大衛·E·凱利在福克斯廣播公司電視網推出了新劇《婚禮鐘聲》（The Wedding Bells），但在播出7集之後便宣告結束。此後，凱利在美國廣播公司參與改編英國廣播公司的劇集《火星生活》（Life on Mars）和改編約瑟夫·沃姆巴甫（Joseph Wambaugh）的《好萊塢車站》（Hollywood Station）。但隨後他便將這些工作轉交給其他創作團隊了。
2008年5月，凱利與華納兄弟電視公司簽署協議， 完成一部由漫畫改編的律政劇劇本《瘋狂律師》（Legally Mad）。但是國家廣播公司最終沒有投拍該劇，最後支付了200萬美金用於支付劇本改編報酬。
2011年，凱利創作了劇本《律政俏師太》並邀請凱西·貝茲主演，該劇將在國家廣播公司電視網上播送。  同年，凱利還將與華納兄弟電視合作新劇《神奇的女人》（Wonder Woman）。

## 創作風格

### 寫作習慣
大衛·E·凱利在最初創作劇本的時候，通常都是孤軍奮戰，因為這樣他比喻他人合作創作要反而容易輕鬆地完成劇本創作。 正因為這樣，凱利飽受批評。一名《小城風雲》的劇本執筆在電視節目裡說：“我生命中最無聊的事情莫過於，我為某個場景寫好了劇本，而凱利卻將一切推翻重寫，或者將你的場景完全刪減掉。你完全不能因此學到些什麼。他應該知道，一個寫作團隊是每家電視網必不可少的配備。”
在後來的日子裡，凱利變得溫和起來，他開始習慣將團隊的創意引入到劇本的寫作當中來，同時也開始讓團隊中的其他人接手劇本的創作。 凱利認為他的這種變化是自然而然的。
|  | 在劇集的最初階段，你必須承擔絕大多數的劇本寫作任務。但是隨著故事的發展，你可以將這些事情授權給團隊中的其他人去做。你只需要將你的創意和情節告訴他們，接下來就是希望他們能很好地寫出來。當然，更幸運的是，當他們走進你的房間的時候，他們就已經有了自己的創意以及如何去實現這些創意的方法。 |

### 故事要素
大衛·E·凱利所撰寫的故事劇本中，一集故事裡往往包含多條故事線。在具體的某一集故事中，中間可能包含本集故事的次要線索，也可能包含前幾集故事中已出現的情節線索，更可能包含後續故事中將要出現的情節，甚至部分線索將會貫穿整個故事。觀眾無法確認，本集故事中一個看似簡單的線索會不會在日後變成一個重要的情節。
凱利會將時下的社會時政熱點融入到故事當中，例如在《波士頓法律》中，大衛·E·凱利就諷刺煙草公司和槍械公司是協助自殺的幫兇。 另外凱利也會通過塑造角色的人際關係或人物性格來闡述他對某些問題的看法，例如：女權主義、性別歧視和離婚等。 但是他努力用最簡單的答案來解決這些道德和倫理問題， 這樣就避免了觀眾因為看不到大團圓結局而失望的結果。 他說：
|  | 你必須尊重你和觀眾的關係，他們坐下來看你的劇集，是因為他們想從中找到快樂。但這並不意味著你不能招惹他們或挑戰他們，但是你必須掌握好一個適度的平衡。 |

凱利還會在一些尚未明確的問題上清晰地提出自己的觀點，藉此挑戰觀眾既有的觀念。例如在《艾莉的異想世界》中，一名女員工因為發現其他漂亮女性更容易被提拔而起訴公司性騷擾。而這是一個相當模糊的社會和法律議題。
凱利通常會利用幽默和超現實的手法來荒誕地解決這些問題，他這樣解釋自己的做法：
|  | 通常我們會炮製一些有趣的開端來吸引觀眾，讓他們覺得非常有趣。而一旦他們坐下來觀看的時候，他們將會發現我們為他們揭示了一些嚴重的事情，這會讓他們思考為什麼。 |

同樣也是在《艾莉的異想世界》中，凱利會通過艾莉的內心獨白和夢中幻想的角色來進行對話，通過一種滑稽卻真誠的對話，來探討角色內心深處的問題。  

### 情節交叉
大衛·E·凱利會經常讓他不同劇集中的角色互相客串角色。例如他就經常安排在美國廣播公司播出的《艾莉的異想世界》中的角色和在福克斯廣播公司播出的《律師本色》中的角色互相客串，即便這兩部戲的風格並不一致。 這樣的做法讓《律師本色》後續的收視率有所提高。
在《高校風雲》、《艾莉的異想世界》和《波士頓法律》三部戲中，也有互相客串角色的事情發生。此後在他所製作的劇集中，互相客串也是非常常見的。
最成功的劇情交叉莫過於凱利製作的《小城風雲》與克里斯·卡特製作的《X檔案》，兩部戲都是在週五播出，只是分屬不同的電視台。這樣的做法是希望觀眾在看完其中一部戲之後，會換台去看另一部戲。起初擁有《小城風雲》的哥倫比亞廣播公司對此有些猶豫，但最後還是同意以一個比較模糊的劇情設置來完成兩劇的交叉。

### 演員陣容
大衛·E·凱利的劇中往往沒有一個貫穿始終的重要角色，在他的劇裡，演員就彷彿走馬觀花一般地出現、消失。甚至在《艾莉的異想世界》裡，一些重要角色往往出現不了幾個鏡頭，乃至就這樣消失了。凱利習慣性地將他的精力用於創造新角色，甚至以此來取代劇中原本的角色。例如在《律師本色》第八季裡，新角色阿倫·肖爾就完全控制了這一季故事的走向。幾個極端但相似的例子證明，凱利很容易就讓一些角色莫名其妙地從劇中消失，對此他在劇中做任何解釋或者就是語焉不詳。《艾莉的異想世界》、《高校風雲》和《律師本色》收視率就因此導致過驟然降低。
大衛·E·凱利還有個習慣就是讓他不同劇中的演員互相去對方的劇裡客串一個角色，例如：安東尼·希爾德（Anthony Heald）和雷內·奧柏戎諾瓦都曾經在《律師本色》中演出法官角色，而隨後安東尼·希爾德卻在《高校風雲》裡飾演了一名副校長，而雷內·奧柏戎諾瓦則在《波士頓法律》中飾演了一名律師樓合夥人；同樣的《小城風雲》裡的演員凱西·貝茲和賈斯汀·申科洛也都在《高校風雲》飾演了不同的角色。此外，凡是在凱利前面的劇中有擔任主角或重要角色的演員，都在《波士頓法律》中有過客串演出。

## 相關評論

### 司法界
一個普遍的觀點是，《律師本色》在對司法的描寫上，要比《艾莉的異想世界》和《洛城法網》要準確得許多。一個重要的司法實踐策略便是，有時真相的代價比真相本身更重要。一律師說：“（《律師本色》）中關於辯護戰術和促使對方律師犯錯的做法是真的。”而法官則是一些矛盾綜合體，他們並不那麼完美，有時還有情緒問題。同時也揭示了辯護律師的性格是可以影響一個案件的判決。 《綜藝》雜誌的記者斯圖亞特·李維（Stuart Levine）問：“（《律師本色》）不擔心將所有律師樓的客戶都描寫成社會的渣滓麼？” 凱利回答道：
|  | 一個最根本的問題就是很多人都會去責問辯護律師，‘你們怎麼能這樣做？’你們怎麼可以天天為一群看上去也許有罪的人辯護呢？也許他們並不那麼無辜呢？ |

司法界還有不少人認為凱利的劇本非常不切實際，律師們抱怨道：
1. 拋開對方律師，己方律師與法官的單方面會談是不可能發生的。
2. 法官是不會允許律師騷擾或攻擊證人的。
3. 過分誇大了原告或公訴人的行為不當。
4. 開庭前的陪審團成員挑選從沒有在劇中出現或提及過。
5. 許多案件其實連上庭的機會都沒有。[60]

### 婦女界
在《艾莉的異想世界》第一季播映的時候，許多女性觀眾表示非常喜歡主角的性格。《華盛頓郵報》撰稿人夏儂·威克斯曼（Sharon Waxman）稱讚大衛·E·凱利具有對兩性天性的敏銳觀察力。她引用黛恩·坎农（Dyan Cannon）的話說：“男人無法理解女人為什麼擁有那麼多隱藏自己情緒的方法。” 一名《紐約時報》撰稿人則認為這個角色樹立了一個電視強勢女性的形象， 在外表強硬的掩飾下，她內心的焦躁與怯弱。
但是很快，媒體上出現了大量關於《艾莉的異想世界》的爭議性。《時代周刊》在製作一個關於女權主義衰落的專題時，將劇中女主角作為女權主義英雄之一登上了雜誌封面。 在文中，吉安娜·貝納凡特（Ginia Bellafante）將艾莉視為一個現代女權主義樣本用來證明“現代女權主義者已經變得有點傻了”。 對此論點，作者艾莉卡·鐘（Erica Jong）認為《時代周刊》的專欄作家們僅僅從一部流行文化作品就得出女權主義在衰落的觀點是片面的，她認為他們忽略了在現實中，女權主義取得的長足進步。
互聯網雜誌Salon.com撰稿人喬伊斯·米爾曼（Joyce Millman）認為《艾莉的異想世界》根本就不是什麼“女性劇集”，它反映的不是女性的想法，事實上，它反映的是男人的一些幻想罷了。她認為凱利對他筆下的女性角色一貫就很“殘忍”，這從《洛城法網》就開始了。在凱利的劇集中，僅僅只有《律師本色》的描寫稍微積極一點。
但是不管怎麼說，《艾莉的異想世界》在18歲到34歲的女性收視群體中獲得了極大的成功。《紐約時報》專欄作家莫琳·多德（Maureen Dowd）引用兩名職業女性的話說，她們喜歡艾莉是因為她們對跟她們相似的角色非常喜愛，甚至是有一點痴迷。多德還引用《法律與秩序》（執行製片人迪克·沃爾夫（Dick Wolf）的話說，“當你將一個富有魅力的女性放到一個真正的成人的工作環境裡，你會有一種‘如願以償’的感覺。”

### 教育界
塞繆爾·G·弗里曼（Samuel G. Freedman），哥倫比亞大學新聞學教授，在《紐約時報》上撰文稱讚大衛·E·凱利的劇集《高校風雲》在反映和試圖改變（尤其是在大城市中的）公眾輿論對公共教育的一些既有觀點：人滿為患、資金短缺等。弗里曼認為《高校風雲》是一部現實主義作品，很好地反映了公共教育中的教職員工以及通常對他們反感的學生族群，在面對教育界的官僚主義的時候，不得不聯手鬥爭的事情。同時弗里曼也批評凱利為了迎合公眾對教師和學生的刻板形象，故意不展示一些成功的教學方法。

### 醫學界
在《紐約時報》上，賓夕法尼亞大學生理學教授亞瑟·卡普蘭博士（Arthur Caplan）認為像《醫門英傑》這樣的醫務劇為一些醫學倫理的發展做出了有益的嘗試，例如：誰應該接受肝臟移植手術？或者病患是不是有權利要求安樂死？不過其中也有一個關於費用的問題，“人們究竟應該如何支付呢？” 但同時本劇也存在一種對醫療管理上的片面意見，例如過於惡魔化美國健保中心（HMO），而卻將醫生描寫成為了治療病患完全不顧自身或醫院財務負擔。

### 宗教界
從開始創作開始，大衛·E·凱利就有涉及到宗教問題，包括：基督教、猶太教、天主教、山達基教及其他宗教。 隨著羅馬天主教會性侵兒童案在上個世紀90年代被媒體廣泛的報導，凱利也在他的劇本中涉及這些問題。例如在《律師本色》中的角色，鮑比·唐納（Bobby Donnell），他是個天主教教徒，但是由於在教堂被神父性侵犯之後而變得與人疏離。但是全美天主教聯盟並沒有就此發表評論， 但是他們抱怨凱利劇中的反天主教內容是源自他個人的偏見。  

## 電影作品
大衛·E·凱利除了處女作《不假思索》（From the Hip）得到較差評價之外， 其餘三部作品在評論家和觀眾眼中還算表現不錯。
1996年，大衛·E·凱利創作了愛情電影《夜未眠生死戀》（To Gillian on Her 37th Birthday），他的妻子蜜雪兒·菲佛是本片的聯合主演。該片在票房上取得了不錯的反響。
1999年，大衛·E·凱利推出了兩部電影。《史前巨鱷》（Lake Placid）是一部雜糅懸疑、恐怖和喜劇元素的電影。而另外一部電影《決戰阿拉斯加》則講述了一隻虛構的小鎮冰球隊與國家冰球聯盟中的紐約遊騎兵隊對戰的故事。

## 個人生活
1993年11月，大衛·E·凱利與女演員蜜雪兒·菲佛結婚。他們共有兩個孩子：大女兒克勞迪婭·羅絲（Claudia Rose）生於1993年3月；二兒子約翰·亨利（John Henry）出生於1994年8月。
最為人印象深刻的是，大衛·E·凱利在晚間和週末的時候是不工作的。 由於大衛·E·凱利的處事方式，很多人認為他是一名天主教教徒，而他實際上則是一名新教教徒。

## 作品大全

### 電影作品列表
| 年份   | 作品名稱     | 作品原名                        | 擔綱職務       |
| ------ | ------------ | ------------------------------- | -------------- |
| 1987年 | 不假思索     | From the Hip                    | 原著作家       |
| 1996年 | 夜未眠生死戀 | To Gillian on Her 37th Birthday | 編劇、製片     |
| 1999年 | 決戰阿拉斯加 |                                 | 聯合編劇、製片 |
| 1999年 | 史前巨鱷     | Lake Placid                     | 編劇、製片     |

### 電視作品列表
| 年份           | 作品                   | 電視網    | 擔綱職務 | 狀態                      |
| -------------- | ---------------------- | --------- | --- | ------------------------- |
| 1986年－1992年 | 洛城法網               | NBC       | 編劇（1986－1992）、故事（1986－1988） 聯合製作（1988）、監製（1988－1989）、執行製作（1989－1991） 編審（1986－1987）、執行編審（1987－1988）、執行顧問（1991－1992） | 1992年退出製作 1994年完結 |
| 1989年－1993年 | 天才小醫生             | ABC       | 開創（1989－1993）、編劇（1989） 監製（1989） 創意顧問（1989－1992）                                                                                                   | 1993年完結                |
| 1992年－1996年 | 小城風雲               | CBS       | 開創（1992－1996）、編劇（1992－1994） 執行製作（1992－1995） 執行顧問（1995－1996）                                                                                   | 1996年完結                |
| 1994年－2000年 | 醫門英傑               | CBS       | 開創（1994－2000）、編劇（1994－2000）、故事（1995） 執行製作（1994－1995）、製作顧問（1999－2000） 執行顧問（1995－1999）                                             | 2000年完結                |
| 1997年－2004年 | 律師本色               | ABC       | 開創（1997－2004）、編劇（1997－2004）、故事（1997－2003） 執行製作（1997－2004）                                                                                      | 2004年完結                |
| 1997年－2002年 | 艾莉的異想世界         | FOX       | 開創（1997－2002）、編劇（1997－2002）、故事（1998－2002） 執行製作（1997－2002）                                                                                      | 2002年完結                |
| 1999年－2000年 | 艾莉                   | FOX       | 《艾莉的異想世界》半小時喜劇版 | 第10集後被取消播出        |
| 1999年－2000年 | 私家偵探               | ABC       | 開創（1999－2000）、編劇（1999－2000） 執行製作（1999－2000） | 第10集後被取消播出        |
| 2000年－2004年 | 高校風雲               | FOX       | 開創（2000－2004）、編劇（2000－2003）、故事（2001） 執行製作（2000－2002） 執行顧問（2002－2004）                                                                     | 2004年完結                |
| 2002           | 女生俱樂部             | FOX       | 開創（2002）、編劇（2002） 執行製作（2002） | 第2集後被取消播出         |
| 2003年         | 新罕布什爾州的波蘭兄弟 | CBS       | 開創（2003）、編劇（2003） 執行製作（2003） | 第5集後被取消播出         |
| 2004年－2008年 | 波士頓法律             | ABC       | 開創（2004－2008）、編劇（2004－2008）、故事（2004－2008） 執行製作（2004－2008）                                                                                      | 2008年完結                |
| 2005年         | 律師樓                 | NBC Bravo | 開創（2005）、編劇（2005） 執行製作（2005） | 第2集後取消播出           |
| 2007年         | 婚禮鐘聲               | FOX       | 開創（2007）、編劇（2007） 執行製作（2007） | 第7集後取消播出           |
| 2010年         | 瘋狂律師（）           | NBC       | 開創（2010）、編劇（2010） 執行製作（2010） | 未獲電視台訂購            |
| 2011年         | 神奇女俠               | NBC       | 開創（2011）、編劇（2011） 執行製作（2011） | 未獲系列預訂之試播集      |
| 2011年－2012年 | 律政俏師太             | NBC       | 開創（2011－2012）、編劇（2011－2012）、故事（2012） 執行製作（2011－2012）                                                                                            | 第二季後取消              |
| 2013年         | 審判醫者               | TNT       | 開創（2013）、編劇（2013） 執行製作（2013） | 第一季後被取消            |
| 2013年－2014年 | 瘋狂廣告人             | CBS       | 開創（2013－2014）、編劇（2013－2014） 執行製作（2013－2014） | 第一季後被取消            |
| 2016年－至今   | 律政巨人               | Amazon    | 開創（2016－）、編劇（2016－） 執行製作（2016－） |                           |
| 2017年         | 小謊言                 | HBO       | 開創（2017）、編劇（2017） 執行製作（2017） | 迷你劇集                  |
| 2017年－至今   | 賓士先生               | Audience  | 開創（2017）、編劇（2017） 執行製作（2017） |                           |
| 2020年         | 還原人生               | HBO       | 開創（2020）、編劇（2020） 執行製作（2020） | 迷你劇集                  |

## 獎項大全

### 艾美獎及提名
| 提名年份 | 提名劇集       | 提名獎項       | 最終結果 | 備註 |
| 1988年   | 洛城法網       | 最佳劇情類劇集 | 提名     | 與史蒂芬·布奇柯、特里·路易斯·費舍爾、菲利普·高爾德法伯、斯科特·戈德斯坦、格利高里·赫里特、里克·華萊士共享。                    |
| 1988年   | 洛城法網       | 最佳劇情類劇本 | 提名     | 與特里·路易斯·費舍爾共共享。                                                                                                   |
| 1989年   | 洛城法網       | 最佳劇情類劇集 | 獲獎     | 與史蒂芬·布奇柯、威廉·芬克斯坦、米歇爾·嘉麗、菲利普·高爾德法伯、斯科特·戈德斯坦、朱迪斯·派克、里克·華萊士、艾利斯·威斯特共享。 |
| 1989年   | 洛城法網       | 最佳劇情類劇本 | 提名     | |
| 1990年   | 洛城法網       | 最佳劇情類劇集 | 獲獎     | 與羅伯特·布里奇、威廉·芬克斯坦、艾洛迪·基恩、麥爾克·羅賓、里克·華萊士、艾利斯·威斯特共享。                                     |
| 1990年   | 洛城法網       | 最佳劇情類劇本 | 獲獎     | 因為《》集獲獎。 |
| 1990年   | 洛城法網       | 最佳劇情類劇本 | 提名     | 因為《》集獲獎，與聯合執筆威廉·芬克斯坦共享。                                                                                  |
| 1991年   | 洛城法網       | 最佳劇情類劇集 | 獲獎     | 與里克·華萊士、帕特麗霞·格林、約翰·希爾、羅伯特·布里奇、詹姆士·哈特、艾洛迪·基恩、阿蘭·伯倫納、艾利斯·威斯特共享。             |
| 1991年   | 洛城法網       | 最佳劇情類劇本 | 獲獎     | 因為《》集獲獎。 |
| 1991年   | 洛城法網       | 最佳劇情類劇本 | 提名     | 因為《》集獲獎，與聯合執筆阿蘭·伯倫納和帕特麗霞·格林共享。                                                                     |
| 1993年   | 小城風雲       | 最佳劇情類劇集 | 獲獎     | 與羅伯特·布里奇、馬克·佩里、強納森·波特爾、麥克爾·布里斯曼、艾利斯·威斯特共享。                                                |
| 1994年   | 小城風雲       | 最佳劇情類劇集 | 獲獎     | 與羅伯特·布里奇、安·多納赫、杰弗裡·奈澤、傑克·菲爾布里克、強納森·波特爾、麥克爾·布里斯曼、艾利斯·威斯特共享。                  |
| 1995年   | 醫門英傑       | 最佳劇情類劇集 | 提名     | 與麥克爾·布雷弗曼、丹尼斯·庫珀、羅伯·科恩、麥克爾·丁納、詹姆斯·哈特、約翰·赫斯、麥克爾·布里斯曼、約翰·廷克共享。               |
| 1996年   | 醫門英傑       | 最佳劇情類劇集 | 提名     | 與凱文·阿卡迪亞、羅伯·科恩、麥克爾·丁納、比爾·迪里亞、帕特麗霞·格林、詹姆斯·哈特、約翰·赫斯、約翰·廷克共享。                   |
| 1998年   | 律師本色       | 最佳劇情類劇集 | 獲獎     | 與鮑勃·布里奇、杰弗裡·克萊默、克莉絲汀娜·姆瑟裡、強納森·波特爾、艾迪·瑞德里奇、蓋里·斯特蘭奇斯、帕梅拉·溫斯尼共享。            |
| 1998年   | 艾莉的異想世界 | 最佳喜劇類劇集 | 提名     | 與杰弗裡·克萊默、麥克·里斯托、強納森·波特爾、史提夫·羅賓、帕梅拉·溫斯尼共享。                                                  |
| 1998年   | 艾莉的異想世界 | 最佳喜劇類劇本 | 提名     | |
| 1998年   | 律師本色       | 最佳劇情類劇本 | 提名     | 因為《》集獲獎。 |
| 1999年   | 律師本色       | 最佳劇情類劇集 | 獲獎     | 與鮑勃·布里奇、杰弗裡·克萊默、克莉絲汀娜·姆瑟裡、蓋里·斯特蘭奇斯、帕梅拉·溫斯尼共享。                                          |
| 1999年   | 艾莉的異想世界 | 最佳喜劇類劇集 | 獲獎     | 與彼得·布瑞爾、杰弗裡·克萊默、麥克·里斯托、強納森·波特爾、史提夫·羅賓、帕梅拉·溫斯尼共享。                                     |
| 1999年   | 艾莉的異想世界 | 最佳喜劇類劇本 | 提名     | |
| 2000年   | 律師本色       | 最佳劇情類劇集 | 提名     | 與鮑勃·布里奇、杰弗裡·克萊默、克莉絲汀娜·姆瑟裡、蓋里·斯特蘭奇斯、帕梅拉·溫斯尼共享。                                          |
| 2007年   | 波士頓法律     | 最佳劇情類劇集 | 提名     | |
| 2008年   | 波士頓法律     | 最佳劇情類劇集 | 提名     | |

#### 備註
1. 相關信息來自艾美獎在線數據庫。[8]
2. 部分因最佳劇本而聯合提名的名單恕不一一列舉。
3. 1999年，大衛·E·凱利成為艾美獎史上第一個同時榮膺最佳劇情類劇集（《律師本色》）和最佳喜劇類劇集（《艾莉的異想世界》）的製作人。[82]

#### 凱利劇集中的最佳男、女演員名單
以下演員因出演大衛·E·凱利所製作的劇集而榮膺艾美獎最佳男、女演員（包括劇情類最佳男女主角、配角和喜劇類最佳男女主角、配角）。
- 彼得·麥克尼柯爾（Peter MacNicol）
- 特蕾西·厄爾曼（Tracey Ullman）
- 莎朗·史東
- 威廉·夏特纳
- 占士·史碧達
- 阿爾法·沃德（Alfre Woodard）
- 查理斯·達頓（Charles S. Dutton）
- 麥克爾·艾伯森（Michael Emerson）
- 詹姆斯·惠特摩（James Whitmore）
- 比·理查茲（Beah Richards）
- 愛德華·赫曼（Edward Herrmann）
- 麥克爾·巴達魯庫（Michael Badalucco）
- 霍蘭德·泰勒（Holland Taylor）
- 約翰·拉羅奎特（John Larroquette）
- 卡曼琳·曼海姆（Camryn Manheim）
- 克莉絲汀·拉廷（Christine Lahti）
- 赫克托·艾里仲杜（Héctor Elizondo）
- 曼迪·帕汀金（Mandy Patinkin）
- 凱西·貝茨（Kathy Baker）
- 雷·沃爾斯頓（Ray Walston）
- 保罗·温菲尔德
- 理查德·基利（Richard Kiley）
- 菲利普·芬克爾（Fyvush Finkel）
- 蕾·泰勒-楊（Leigh Taylor-Young）
- 湯姆·斯克里特（Tom Skerritt）
- 理查德·戴薩特（Richard Dysart）
- 吉米·史米茲（Jimmy Smits）
- 拉里·德雷克（Larry Drake）

### 皮博迪獎
以下統計數據來自皮博迪獎數據庫。
| 獲獎年份 | 獲獎劇名       | 製作機構                                            |
| 1998年   | 律師本色       | 美國廣播公司和大衛·E·凱利製作公司                   |
| 1998年   | 艾莉的異想世界 | 福克斯廣播公司和大衛·E·凱利製作公司                 |
| 2002年   | 高校風雲       | 20世紀福克斯電視公司（大衛·E·凱利製作公司為協拍方） |
| 2005年   | 波士頓法律     | 20世紀福克斯電視公司（大衛·E·凱利製作公司為協拍方） |

## 相關傳記
1. Ed. Lynn Spigel，Jan Olsson. . 美国: 杜克大学出版社. 2004年. ISBN 978-0822333937 （英语）.
2. Richard E. Caves. . 美国: 哈佛大学出版社. 2005年. ISBN 978-0674018785 （英语）.
3. John Ellis. . 英国: I. B. Tauris. 2000年. ISBN 978-1860641251 （英语）.
4. Josh Levine. . 加拿大: ECW Press. 1999年. ISBN 978-1550223729 （英语）.
5. Peter B. Orlik. . 美国: LEA, Inc. 2000年. ISBN 978-0805836417 （英语）.
6. Ken Tucker. . 英国: St. Martin's Press. 2005年. ISBN 978-0312330576 （英语）.

## 外部連結
大衛·E·凱利在互联网电影资料库（IMDb）上的資料（英文）